# 白武ときお
白武 ときお（しらたけ ときお、1990年12月17日 - ）は、日本の放送作家。

## 略歴
京都府出身（小学4年生まで在住）、以降は千葉県で育つ。父親の影響により中学・高校の頃からダウンタウンが好きで、ラジオ『放送室』の高須光聖のトークを聴いて放送作家という職業の存在を知り、自らも志すようになる。大学進学後、中野俊成と鮫肌文殊が主催するレコードイベントに通い始め、たまたま隣りに座っていた樋口卓治に声を掛けたことがきっかけで、放送作家志望の大学生を集めた企画会議「放送作家部」に参加。大学3年、21歳のときに「学生才能発掘バラエティ 学生HEROES!」にて放送作家としての活動を始める。
2015年ごろからLINE LIVEやAbemaなどネットテレビを多数手掛けるようになり、静岡朝日テレビのYouTube番組に誘われて2016年に霜降り明星やAマッソらと番組を開始。それ以降、YouTube番組を得意とする放送作家として知られるようになる。以降も、テレビ、ラジオ、YouTubeなど様々な媒体で放送作家として活動。
いわゆるお笑い第7世代と呼ばれるお笑い芸人の番組を多く手掛けている。特に霜降り明星とは多くの番組を手掛けており親交が深く、粗品から「3人目の霜降り明星」と呼ばれている。「ダウンタウンのガキの使いやあらへんで!」の最年少作家として知られている。
プランナーとして、コンテンツスタジオのCHOCOLATE Inc.にも参加している。

## 主な担当番組

### テレビ
- ダウンタウンのガキの使いやあらへんで!（日本テレビ）[6]
- 笑ってはいけないシリーズ（日本テレビ）[6]
- 霜降りミキXIT（TBSテレビ）[6]
- 新しいカギ（フジテレビ）[6]
- Aマッソのゲラニチョビ（静岡朝日テレビ）
- 霜降り明星のあてみなげ（静岡朝日テレビ）
- るてんのんてる（読売テレビ）
- キャラダチミュージアム〜MoCA〜（フジテレビ）
- 学生才能発掘バラエティ 学生HEROES!（テレビ朝日）[2]
- 中居正広の【悲報】館（日本テレビ）
- ビートたけしのいかがなもの会（テレビ朝日）
- 巻き込まれ決断ショー 私はこれで助かりました（関西テレビ）
- SMALL3（フジテレビ）
- 吉木りさに怒られたい（テレビ東京）
- ヒャッキン!〜世界で100円グッズを使ってみると?〜（テレビ東京）
- 笑って年越したい!!笑う大晦日シリーズ（日本テレビ）
- 100%!アピールちゃん（毎日放送）
- 史上空前!! 笑いの祭典 ザ・ドリームマッチ（TBSテレビ）
- ABChanZoo（テレビ東京）
- 相葉◎×部（フジテレビ）

### ラジオ
- かが屋の鶴の間（RCCラジオ）[6]
- 真空ジェシカのラジオ父ちゃん（TBSラジオ）

### ネット配信
- 霜降り明星のパパユパユパユ（SunSetTV、2017年9月9日 - 2019年4月8日）[7]

### YouTube
- しもふりチューブ（霜降り明星）[6]
- みんなのかが屋（かが屋）[6]
- ざっくりYouTube（小籔千豊、千原ジュニア、フットボールアワー）[6]
- ララチューン（ラランド）[6]
- ママタルト本物チャンネル（ママタルト）

### 映画
- Aマッソのすべて（スタジオねこ、2021年5月29日公開）[8]
- まーごめ180キロ（スタジオねこ、2023年5月19日公開）[9]

### アニメ
- Twitterショートアニメ「実験都市DIVER CITY」[6]

### Web連載
- エロ自由律俳句（QJWeb）[10]
- 世界のYouTube急上昇（BRUTUS）[11]

### ライブ
- 大王シリーズ（ヨシモト∞ホール）[6]
- 『マーダーマーダー』〜踊る貴婦人〜（2022年10月20日）[12]

### 舞台
- 「ミステリーピューロランド -大鶴肥満 緋色のウェディング-」（2024年9月15日、21日、23日、10月5日、サンリオピューロランド）- 演出[13]

## 著書
- YouTube放送作家 お笑い第7世代の仕掛け術（2020年7月31日、扶桑社）
- YouTube作家的思考（扶桑社新書、2020年8月31日）長﨑周成、谷田彰吾、山口トンボ、カツオとの共作